# Janjucetus
 Janjucetus  ist eine fossile Gattung der Bartenwale (Mysticeti). Die bislang einzigen Überreste der einzigen Art, Janjucetus hunderi wurden in ca. 25 Millionen Jahre alten Sedimentgesteinen des Oberen Oligozäns von Australien entdeckt.
Im Unterschied zu anderen Bartenwalen besaß Janjucetus Zähne, die zum Greifen und Zerkleinern von Beute geeignet waren, aber nur kleine oder gar keine Barten. Als aktiver Räuber fraß Janjucetus Fische, darunter möglicherweise kleine Haie und andere vergleichsweise große Beute.

## Beschreibung
Janjucetus war klein im Vergleich zu anderen Bartenwalen – seine Körperlänge wird auf 3,5 m geschätzt und entspricht somit in etwa der des Großen Tümmlers. Abgesehen von den über 3 cm langen spitzen serrierten Zähnen gleicht die Morphologie des Schädels derjenigen anderer Bartenwale. Aufgrund der offenbar sehr großen Augen dürfte Janjucetus außergewöhnliche Sehfähigkeiten besessen haben; zur Echoortung hingegen war er nicht fähig. Janjucetus besaß eine kurze breite Schnauze, wobei die Zähne des Oberkiefers den Unterkiefer überlappten (Prognathie). Die relativ großen robusten Kiefer dürften gut für den Fang und das Töten der Beute geeignet gewesen sein.
Man nimmt an, dass Janjucetus ein naher Verwandter verschiedener fossiler Bartenwale war, darunter Mammalodon mit dem er zusammen die Familie Mammalodontidae (Syn.: Janjucetidae) bildet. Manche seiner Merkmale sind jedoch einzigartig innerhalb der Gruppe der Mysticeti.

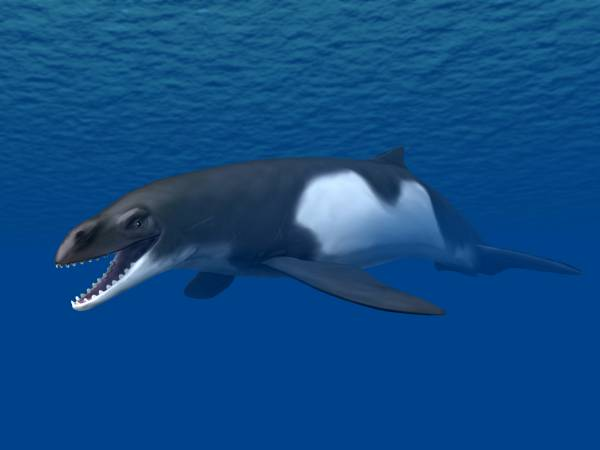
Janjucetus hunderi, Lebendrekonstruktion.

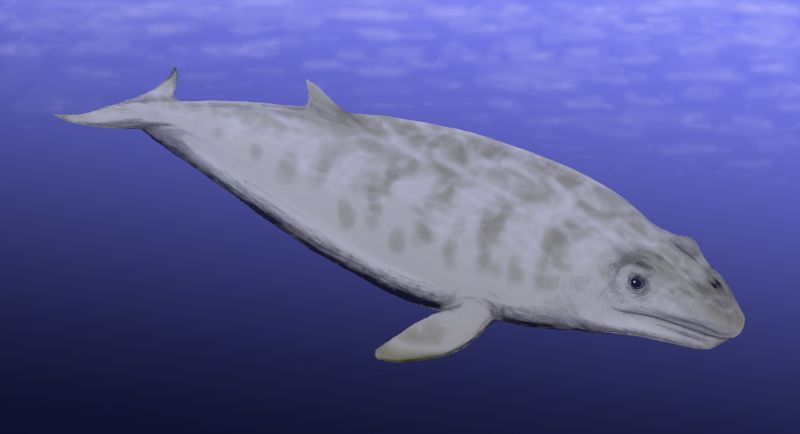
Janjucetus hunderi, ein Mysticeti Wal aus dem Oligozän Australiens, Lebendrekonstruktion.

## Geschichte der Entdeckung und Erforschung
Die einzigen bekannten Fossilien von Janjucetus wurden Ende der 1990er Jahre von einem Surfer namens Staumn Hunder nahe dem Ort Jan Juc an der Küste des australischen Bundesstaats Victoria gefunden. 2003 begann die wissenschaftliche Erforschung der Funde durch Erich Fitzgerald, der sie 2006 beschrieb und einer neuen Gattung und Art zuordnete, die er nach dem Fundort bzw. dem Finder benannte.
Die gut erhaltenen Skelettreste des Holotypus repräsentieren den bisher vollständigsten fossilen Beleg eines Wals aus dem Alttertiär (Paläogen) von Australien. Sie umfassen den nahezu kompletten Schädel, Unterkiefer, Zähne, Wirbel, Rippen, Schulterblätter und einen Unterarmknochen. Die Fossilien werden derzeit in der Paläontologischen Sammlung des Museums von Victoria in Melbourne aufbewahrt.

## Paläobiologie
Janjucetus fraß weitaus größere Beute als seine Bartenwal-Verwandten und man nimmt an, dass er sich ähnlich wie der rezente Seeleopard oder wie Meeresreptilien des Mesozoikums (Pliosaurier, Mosasaurier) ernährte, die ihre Beute in einem schnellen Angriff erlegen bzw. erlegten. Da Janjucetus manche Schädelmerkmale der zur Echoortung befähigten Wale fehlen, dürfte er nicht in der Lage gewesen sein, entsprechende Ultraschallsignale auszusenden. Auch ob er solche Signale empfangen konnte, ist unbekannt.